# بندي

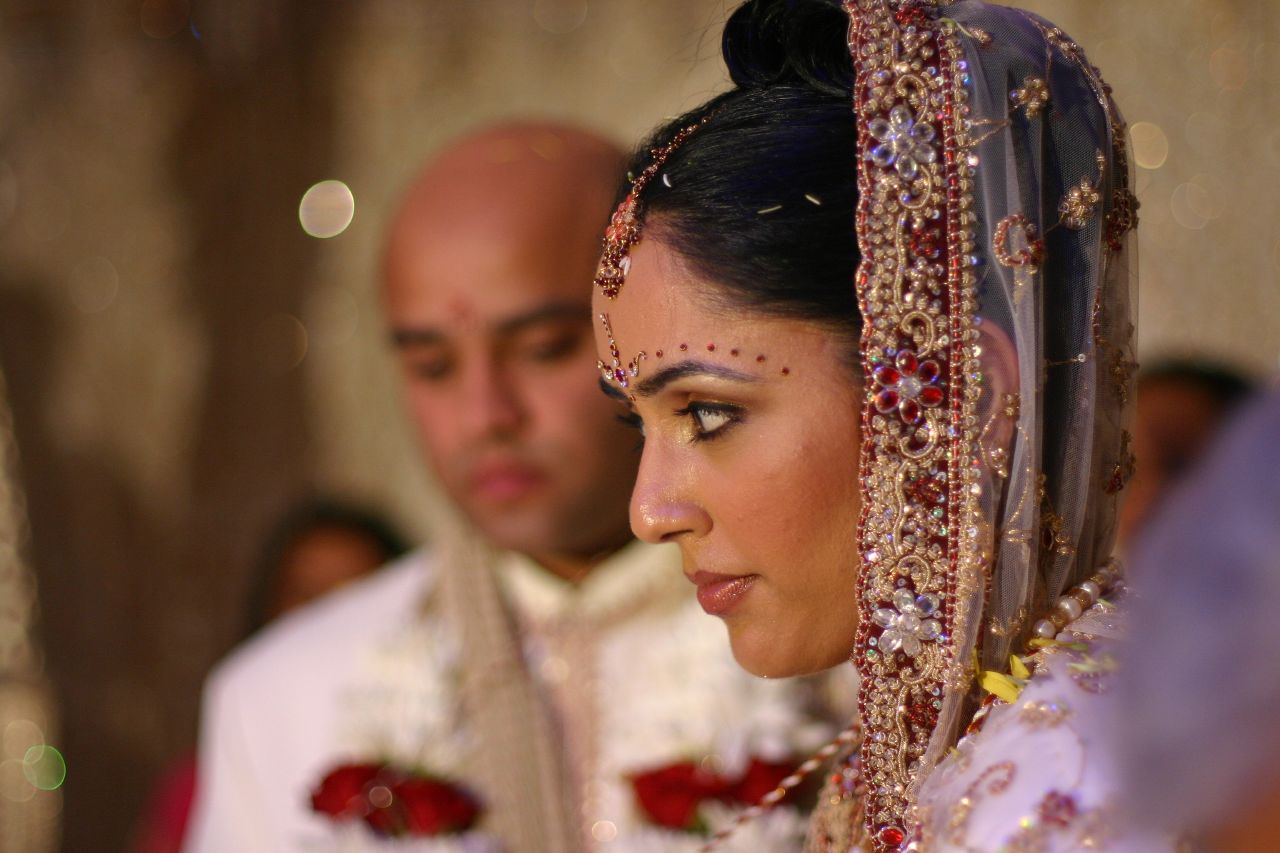
عروس مزينة بزينة البِندي وهي النقط الحمراء على جبهتها

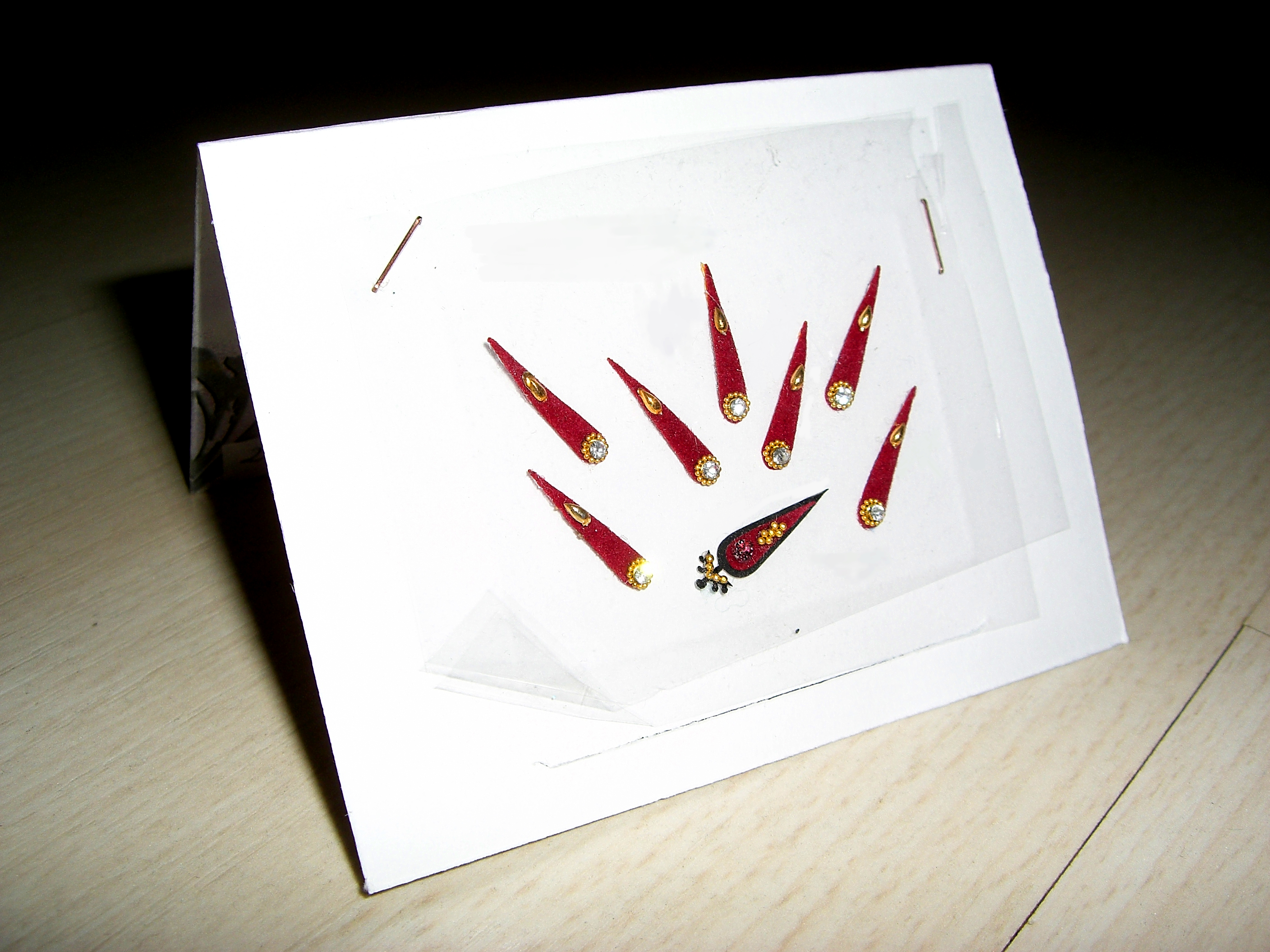
مجموعة من زينة البِندي الحديثة

بِنْدِي (بالهندية: बिंदी) وتعني نقطة أو قطرة، هي زينة تستخدم توضع بالمناسبات وغيرها في جبهة العروس أو النساء وتكون بين الحاجبين على شكل نقطة حمراء ، وهذا التقليد الشعبي يوجد في جنوب آسيا وبالتحديد في كلاً من الهند، باكستان ، سريلانكا ،بنغلاديش ، نيبال وموريشيوس  و أيضاً في جنوب شرق آسيا. وهي نقطة مشرقة من اللون الأحمر توضع في وسط الجبين بالقرب من الحاجبين ولكن يمكن أن تتكون أيضا من قطعة من الحلي توضع في هذا الموقع.